# Ufeus lura
Ufeus lura är en fjärilsart som beskrevs av Dyar 1914. Ufeus lura ingår i släktet Ufeus och familjen nattflyn. Inga underarter finns listade i Catalogue of Life.